# What’s My Name? (Rihanna-dal)
A What’s My Name? Rihanna barbadosi énekesnő dala, ötödik, Loud című albumáról. A kanadai rapper, Drake is közreműködik a munkálatokon. 2010. október 29-én jelent meg a Def Jam gondozásában. Az R&B stílusú felvétel a StarGate által teljes, ugyanis a norvég duó a szám produceri munkáit végezte. A dal szerzői az említett páros mellett Ester Dean, Traci Hale és Drake voltak. A kislemez október 26-án debütált rádiók műsorain. 

A kritikusok dicsérték a felvételt, szerintük Rihanna egyik legjobb munkája. Kiemelték még a dal romantikus hangzásvilágát, ellenben Drake részét negatív kritikák érték.
A What’s My Name? nagy sikernek örvendett rengeteg országban, Drake első olyan kislemeze ez, mely a toplisták első helyezését elérte.
A videóklipet Philip Andelman rendezte, Manhattanben forgatták a kisfilmet. Több rendezvényen adta elő az énekesnő a számot, így például a Saturday Night Live és X-Faktor műsorán. Utóbbi fellépését rengeteg „támadás” érte az öltözéke miatt.

## Videóklip
A What’s My Name?-hez készült videóklip 2010. november 12-én jelent meg, melyet Philip Andelman rendezett.

## Élő előadások

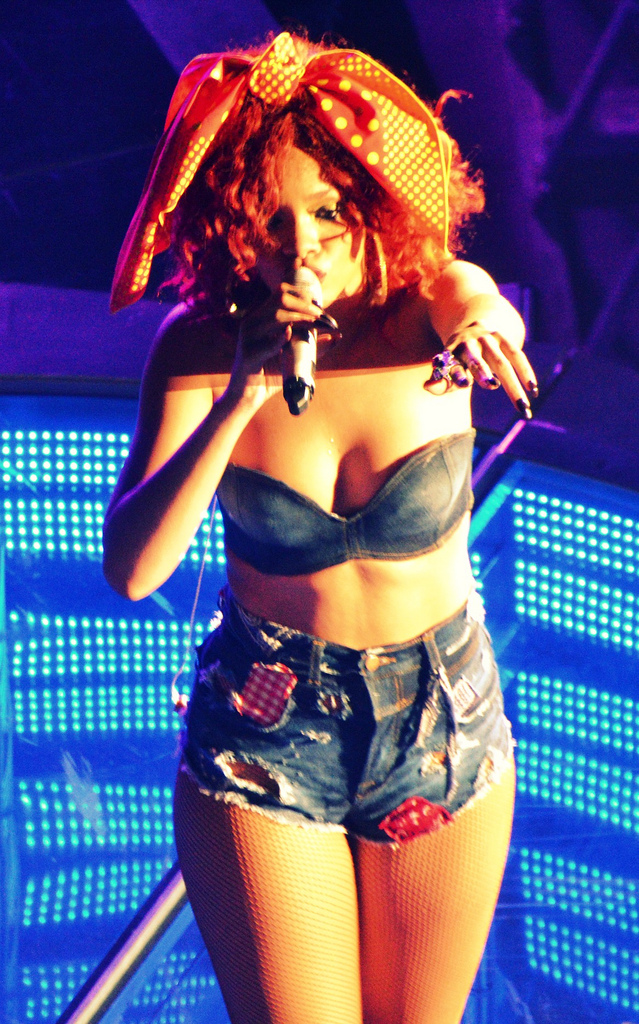
Rihanna a dal előadása során a Loud Tour egyik állomásán.

Az énekesnő 2010. október 30-án adta elő először dalát a Saturday Night Live-ban, Drake nélkül. Novemberben többször adta elő dalát, először New Yorkban énekelte el szerzeményét 15-én, majd másnap a The Late Show with David Letterman című műsorban lepte meg rajongóit. A 2010-es American Music Awards-on is előadta dalát egy egyvelegben, mely olyan számokat foglalt magában, mint az Only Girl (In the World), vagy a Love The Way You Lie (Part II). Rihanna később másodszor is fellépett a The X-Factor hetedik szériájában. Míg első fellépésénél az Only Girl (In the World)-öt adta elő, második alkalommal ezen kislemezét mutatta be a nagyközönségnek.

## Elért helyezések
| Slágerlista (2010-11)       | Legjobb helyezés |
| --------------------------- | ---------------- |
| Ausztrália (ARIA)           | 18               |
| Brazil (Billboard Hot 100)  | 32               |
| Dánia (Tracklisten)         | 19               |
| Hollandia (Dutch Top 40)    | 20               |
| Írország (IRMA)             | 3                |
| Magyarország (MAHASZ)       | 1                |
| Norvégia (VG-lista)         | 1                |
| Spain (PROMUSICAE)          | 42               |
| Svájc (Schweizer Hitparade) | 13               |

## Dallista
| 1. | What's My Name? (közreműködik Drake) |  |  | 4:24 |

| 1. | What's My Name? (Low Sunday Up On It Extended)     |  |  | 5:03 |
| 2. | What's My Name? (Low Sunday Up On It Instrumental) |  |  | 5:00 |
| 3. | What's My Name? (Kik Klap Mixshow)                 |  |  | 4:10 |
| 4. | What's My Name? (Original Version Clean)           |  |  | 4:27 |

| 1. | What's My Name? (közreműködik Drake)          |  |  | 4:24 |
| 2. | What's My Name? (Low Sunday "Up On It" Radio) |  |  | 3:47 |